# Iglabo stött
Iglabo stött är en äppelsort som är relativt stor. Skalet är grönt och närmast rött och köttet som är grovt har en syrlig smak. Äpplet mognar i januari och håller sig vid bra förvaring till april. Iglabo stött är främst ett äpple att användas i köket. I Sverige odlas sorten gynnsammast i zon I-IV.
Iglabo stött inympades första gången på gården Iglabo i Ljurs socken, Älvsborgs län 1687 av en Gyllenflycht.
Äpplet är mycket ovanligt och odlas inte i stor skala men det finns fortfarande några träd kvar i Iglabo och trakten runt.